# Convention sur l'interdiction des armes biologiques
Pour les articles homonymes, voir BWC.
- État ayant signé et ratifié
- État ayant accédé ou succédé
- État non reconnu mais lié à la Convention
- État signataire
- État en dehors de la Convention

Traité de désarmement sur le fond des mers et des océans (1971) Accord intérimaire relatif à certaines mesures concernant la limitation des armes offensives stratégiques (dit SALT I) (1972)
La Convention sur l'interdiction des armes biologiques (CABT), officiellement Convention sur l'interdiction de la mise au point, de la fabrication et du stockage des armes bactériologiques (biologiques) ou à toxines et sur leur destruction (en anglais, Biological Weapons Convention ou BWC) est le premier traité multilatéral de désarmement à bannir une catégorie entière d'armes. La Convention est le résultat de négociations internationales visant à établir un instrument qui suppléerait au Protocole de Genève de 1925.
Les insuffisances et lacunes du Protocole de Genève du 17 juin 1925 et la volonté d'interdire non seulement l'emploi, mais aussi la fabrication et le stockage des armes bactériologiques (biologiques) et chimiques, ont amené l'Assemblée générale des Nations unies et la Conférence du Comité de désarmement à s'occuper de cette question. La Convention a été rédigée par la Conférence du Comité du désarmement. En adoptant la Convention, l'Assemblée générale des Nations unies a exprimé dans sa résolution 2826, du 16 décembre 1971, l'espoir que la Convention recueille le plus grand nombre d'adhésions possible. La Convention est limitée aux armes biologiques.
La CABT a été ouverte à la signature le 10 avril 1972 et est entrée en vigueur le 26 mars 1975 après que 22 États ont déposé leur instrument de ratification. Elle compte actuellement 189 États parties qui se sont engagés à ne pas développer, produire, stocker ou utiliser des armes biologiques. Cependant, l'efficacité de la Convention reste limitée étant donné qu'elle ne prévoit aucun régime de vérification du respect de ses dispositions, en raison de l'opposition des États-Unis.

## Étendue et obligations de la CABT
Une originalité - et une des faiblesses - de la Convention est qu'elle n'interdit pas les armes biologiques en tant que telles mais le but dans lequel elles sont développées et utilisées.
Ainsi, selon l'article Ier (aussi appelé critère de portée générale), « Chaque État partie à la présente Convention s'engage à ne jamais, et en aucune circonstance, mettre au point, fabriquer, stocker, ni acquérir d'une manière ou d'une autre ni conserver : 1°) Des agents microbiologiques ou autres agents biologiques, ainsi que des toxines quels qu'en soient l'origine ou le mode de production, de types et en quantités qui ne sont pas destinés à des fins
prophylactiques, de protection ou à d'autres fins pacifiques ; 2°) Des armes, de l'équipement ou des vecteurs destinés à l'emploi de tels agents ou toxines à des fins hostiles ou dans des conflits armés ».
Les quatre obligations majeures des États parties à la CABT sont :
- « ne pas développer, produire, stocker ou acquérir des agents biologiques ou des toxines de types et en quantité qui ne sont pas justifiés par des objectifs prophylactiques ou de protection ainsi que d'autres fins pacifiques » ;
- « ne pas développer, produire, stocker ou acquérir des armes, des équipements ou des vecteurs destinés à utiliser de tels agents ou toxines à des fins hostiles ou dans un conflit armé » ;
- « s'engager à détruire ou à convertir à des fins pacifiques, dans un délai de neuf mois après l'entrée en vigueur de la CABT, tous les agents, toxines, armes, équipements et vecteurs en leur possession » ;
- « s'engager à ne transférer à quiconque, à ne pas aider, encourager ou inciter un État ou une organisation internationale à fabriquer ces agents, toxines, armes, équipements et vecteurs »[2].

## Adhésion
À la date du 22 mai 2025, sur un total de 197 États possibles (les 193 membres des Nations unies ainsi que les îles Cook, Niue, Saint-Siège et l’État de Palestine), la CABT compte 189 États parties (qui ont ratifié la Convention ou y ont accédé).
Taïwan a également ratifié le Traité mais, n'étant pas reconnue par l'ONU, il n'en est État partie de la Convention qu'à titre officieux.